# Hasan Ceka
Hasan Ceka (Elbasan, 25 agosto 1900 – Tirana, 2 novembre 1998) è stato un archeologo e numismatico albanese.

## Biografia
Nacque il 25 agosto 1900 ad Elbasan, nel vilayet di Monastir dell'Impero ottomano; suo padre, Hysen Ceka, studiò giurisprudenza ad Istanbul e fu un rinomato insegnante e patriota albanese nonché amico di Naim Frashëri. Frequentò una scuola turca in Macedonia per poi proseguire gli studi in Austria a Wels e Linz; dopo il diploma si iscrisse nel 1925 presso la Facoltà di Storia dell'Università di Vienna, laureandosi nel 1930.
Tornò in Albania nel 1930 e lavorò presso la Biblioteca nazionale. Contribuì alla prima campagna di scavi ad Apollonia, sotto l'egida francese di Léon Rey, e alla campagna di scavi italiana a Butrinto guidata da Luigi Maria Ugolini. Tra il 1942 e il 1944 fu segretario generale del Ministero dell'istruzione mentre nel 1943 fu eletto come membro dell'Assemblea nazionale.
Dopo la seconda guerra mondiale, guidò la prima spedizione archeologica albanese ad Apollonia, dove si trasferì stabilmente a partire dal 1956. Si occupò anche di numismatica antica e medievale, creando un'importante collezione presso l'Istituto di archeologia. Sulla numismatica illirica-albanese ha pubblicato una monografia nel 1965 in albanese, tradotta in francese nel 1972.
Si sposò ed ebbe quattro figli, tra cui Neritan, nato nel 1941 e divenuto archeologo nonché esponente politico.
È morto a Tirana il 2 novembre 1998.

## Opere
- (SQ) Probleme të numismatikës ilire, Università Statale di Tirana, 1965.
- (SQ) Hasan Ceka, Në kërkim të historisë ilire, a cura di Muzafer Korkuti, Tirana, Shkenca, 1998.